# John Tinniswood
John Alfred Tinniswood (ur. 26 sierpnia 1912 w Liverpoolu, zm. 25 listopada 2024 w Southport) – brytyjski superstulatek, najstarszy żyjący mężczyzna na świecie o w pełni zweryfikowanej dacie urodzenia od czasu śmierci 112-letniego Chińczyka Shi Pinga w dniu 29 czerwca 2024.

## Życiorys
Urodził się 26 sierpnia 1912 w Liverpoolu w hrabstwie Merseyside. Podczas ll wojny światowej pracował w Royal Mail. Tam poznał swoją żonę – Blodwen (zm. 1986). Mieli jedną córkę – Susan (ur. 1943). John Tinniswood po przejściu na emeryturę pracował jako księgowy w Shell i BP.
W czasie 107. urodzin w 2019 roku Tinniswood nie potrzebował pomocy w codziennych czynnościach i jak sam przyznał,  jego ulubioną potrawą jest Fish and chips. Tinniswood został najstarszym żyjącym mężczyzną w Wielkiej Brytanii po śmierci 108-letniego Harry’ego Fransmana 25 września 2020.
26 sierpnia 2022 został superstulatkiem.
4 kwietnia 2024 Guinness World Records wręczyło mu stosowny certyfikat potwierdzający jego tytuł najstarszego mężczyzny na świecie (mimo że wówczas żyli starsi od niego: Francuz Georges Thomas i Chińczyk Shi Ping, jednak ich wiek nie był jeszcze wtedy zweryfikowany). Bezpośrednio przed śmiercią, Tinniswood był 3. najstarszą żyjącą osobą w Wielkiej Brytanii.
Zmarł w domu opieki w Southport 25 listopada 2024.